# 女性の七つの年代
『女性の七つの年代』（じょせいのななつのねんだい、独: Die sieben Lebensalter des weibes、英: The Seven Ages of Woman）は、ドイツ・ルネサンス期の画家ハンス・バルドゥングが1544年に菩提樹板上に油彩で制作した絵画である。ルネサンス期の画家たちは、人生の儚さの象徴として人生の異なる年代を描くことを好んだが、本作もそれを主題としている。本作は、ライプツィヒの銀行家で美術史家であったフリッツ・フォン・ハルク（Fritz von Harck）から遺贈されて、1944年にライプツィヒ造形美術館の収集に入った。

## 作品
本作は、前景左側に小さな子供を描き、その背後に左から右におよそ10歳から50歳までの人生の各段階にある6人の女性の群像を描いている。彼女たちは、巧みに輪の形に表された布をわずかに身に纏っているにすぎない。それぞれの女性は隣にいる女性から身体的特徴で区別されているが、同時に人生の様々な段階が同じ一生に属していることを示すために構図的につながっている。一番年老いた女性像は後景右側に見える。彼女は青白く、横顔で表され、もはや鑑賞者のほうを向いていない。豊穣の象徴であり、生命の永遠の刷新の象徴であるブドウの木とイチジクの木を見ており、絵画の右側のほうを指さしている。
低い地平線により、人物には記念碑性が与えられている。青い空により、この人生の儚さの寓意には瞑想的表現性が与えられている。思慮に富み、人生を主題にした本作は、その制作の翌年に亡くなったハンス・バルドゥング最後の主要な作品である。
バルドゥングに特徴的なのは、女性の身体的老化の概念と性的なるものの接近、あるいは罪と死である。それは女性の裸体像にすでに明らかで、青年期の官能的魅力があからさまに表わされ、老年期の女性の身体の衰えと鋭く対比されている。

## ギャラリー
ハンス・バルドゥングによる年齢と死を主題としたほかの作品

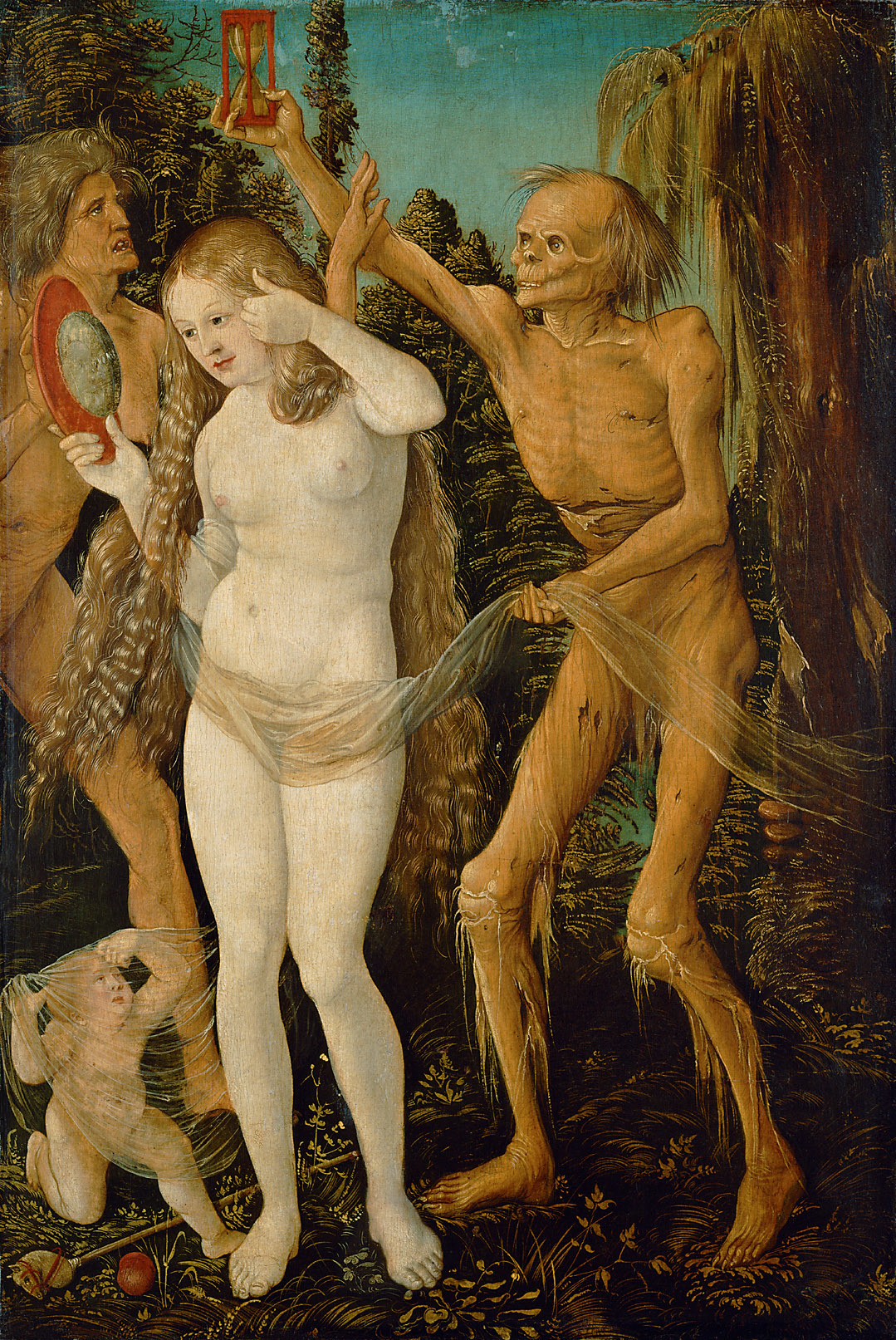
ハンス・バルドゥング『人生の三段階と死』[8] 美術史美術館 (ウィーン)
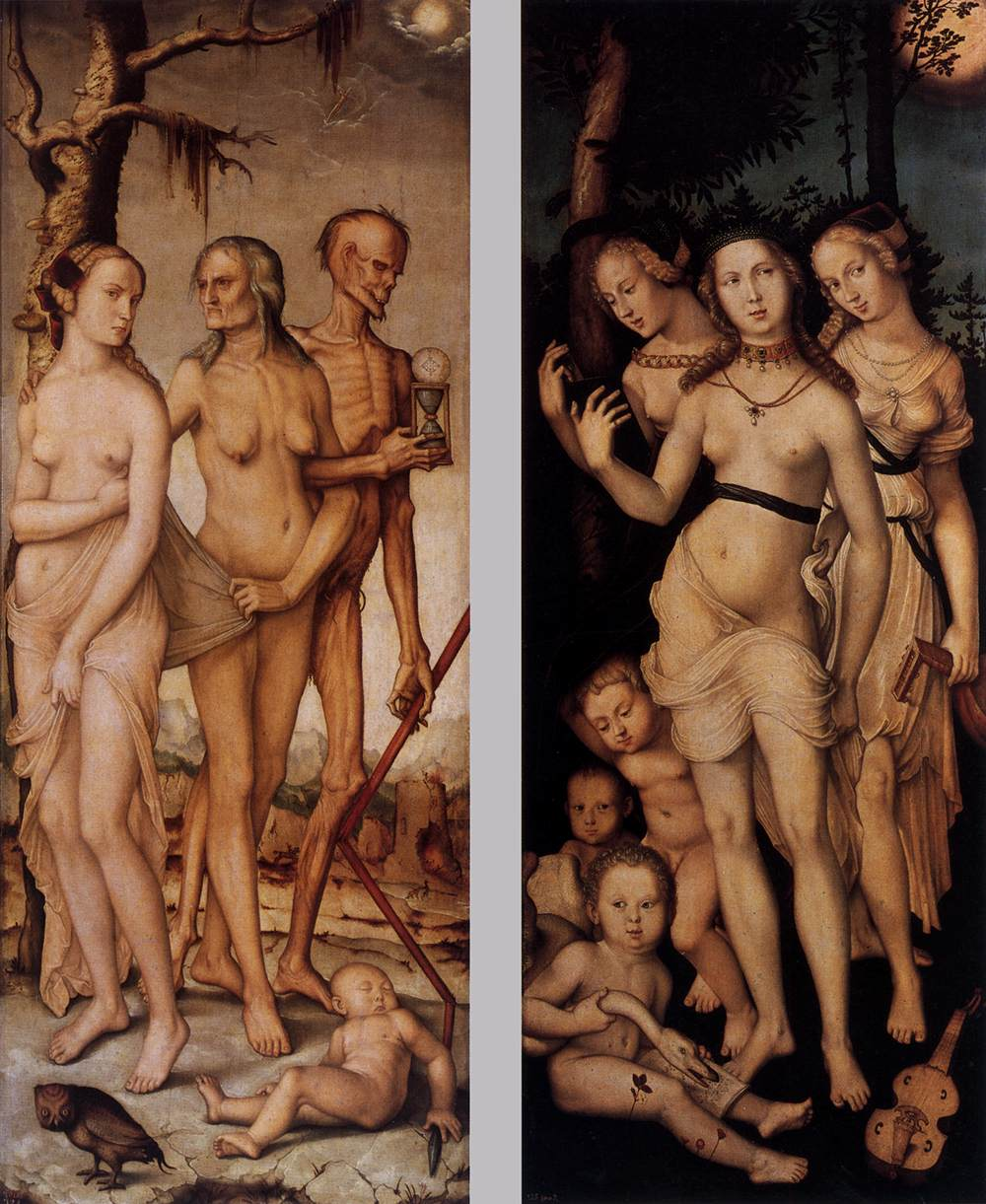
ハンス・バルドゥング『人生の三段階と死』 (1540–1545年) プラド美術館